# Colette (schrijfster)
Sidonie-Gabrielle Colette (Saint-Sauveur-en-Puisaye, 28 januari 1873 - Parijs, 3 augustus 1954) was een Franse schrijfster. Ze schreef onder haar achternaam Colette, zonder voornaam of voorletters.

## Leven

### Vroege leven
Colette werd geboren als jongste van vier kinderen. Twee van hen waren geboren in het eerste huwelijk van haar moeder, Adèle Eugénie Sidonie Landoy, en twee in haar tweede huwelijk, met de belastingontvanger (en voormalig officier) Jules-Joseph Colette. Haar vroege jeugd werd sterk beheerst door haar wilskrachtige moeder, met wie ze altijd briefcontact bleef houden en die als "Sido" terugkeerde in haar latere autobiografische romans.
In 1893 trad Colette in het huwelijk met de veel oudere romancier en literatuurcriticus Henry Gauthier-Villars (Willy) en vestigde zich in Parijs. Het betekende voor Colette het begin van een literaire carrière, maar ook het verlies van de contacten met haar moeder en de natuur, die ze haar leven lang in haar literaire werk zou terugzoeken.
Het bijzondere literaire talent van Colette werd al snel door haar man onderkend. Op zijn aandringen schreef ze een aantal autobiografische romans over haar schooljaren, die onder zijn eigen naam "Willy" werden gepubliceerd. Zo ontstonden tussen 1900 en 1903 haar vier min of meer autobiografische Claudine-romans. De serie was onmiddellijk een groot succes, mede door talrijke erotische taferelen, en werd spoedig ook op toneel vertolkt. Kort na het schrijven van de laatste Claudine-roman liet Colette zich van haar man scheiden, onder andere vanwege zijn ontrouw en onenigheid over de auteursrechten. De teleurstelling over haar gestrande huwelijk verwerkte ze later in La Retraite sentimentale (1907), waarin ze met weemoed terugblikte op haar verloren jeugd.

### Variété

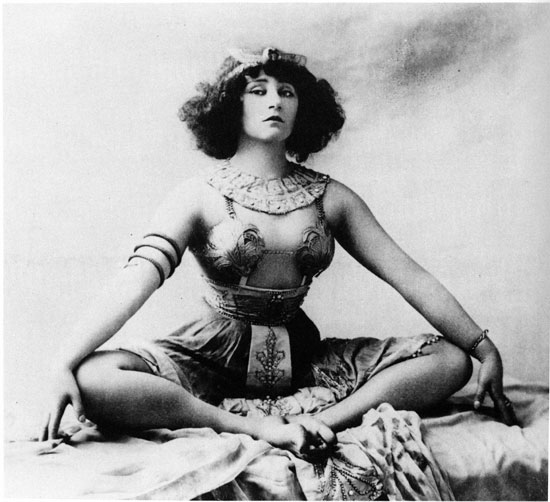
Colette in 'Rêve d’Egypte', 1907, foto Léopold Reutlinger

Na haar scheiding leefde Colette een tijd lang samen met markiezin Mathilde de Morny ("Missy") en belandde ze in het variété-leven van Parijs. Toen ze in 1907 tijdens de opvoering van een pantomime ('Rêve d'Égypte') in de Moulin Rouge een vrouw kuste veroorzaakte dat een groot schandaal. Haar leven als variété-artiest beschreef ze in haar romans L'Ingénue libertine (1909), La Vagabonde (1910) en L'Entrave (1913).

### Journalistieke en literaire carrière
Vanaf 1910 nam Colette de literaire directie op zich van dagblad Le Matin en ontmoette ze haar tweede man, Henri de Jouvenel, vader van haar dochter (Bel Gazou). In de jaren 1913 tot 1920 ontpopte ze zich als volwaardig journaliste. Haar novelle Mitsou ou comment l’esprit vient aux filles (1917) vertolkt haar nieuwe optimisme. Ze geloofde in de mogelijkheid van de totale overgave van de liefhebbende mens. De man komt echter steeds meer naar voren als een zwakke figuur die de harmonische wereld van de vrouw verstoort, en daarom in haar leven slechts een marginale rol speelt. Zo heeft haar eerst in feuilleton verschenen roman Chéri (1920) als onderwerp de verzaking van de liefde van de al wat oudere Lea voor de jonge Chéri, omdat ze inziet dat elk verzet tegen de tijd nutteloos is. De jongeman, geobsedeerd door de aftakeling van Lea, ziet slechts een uitweg in zelfmoord (La fin de Chéri, 1926).
Colette scheidde in 1924 van De Jouvenel na een spraakmakende affaire met haar stiefzoon.

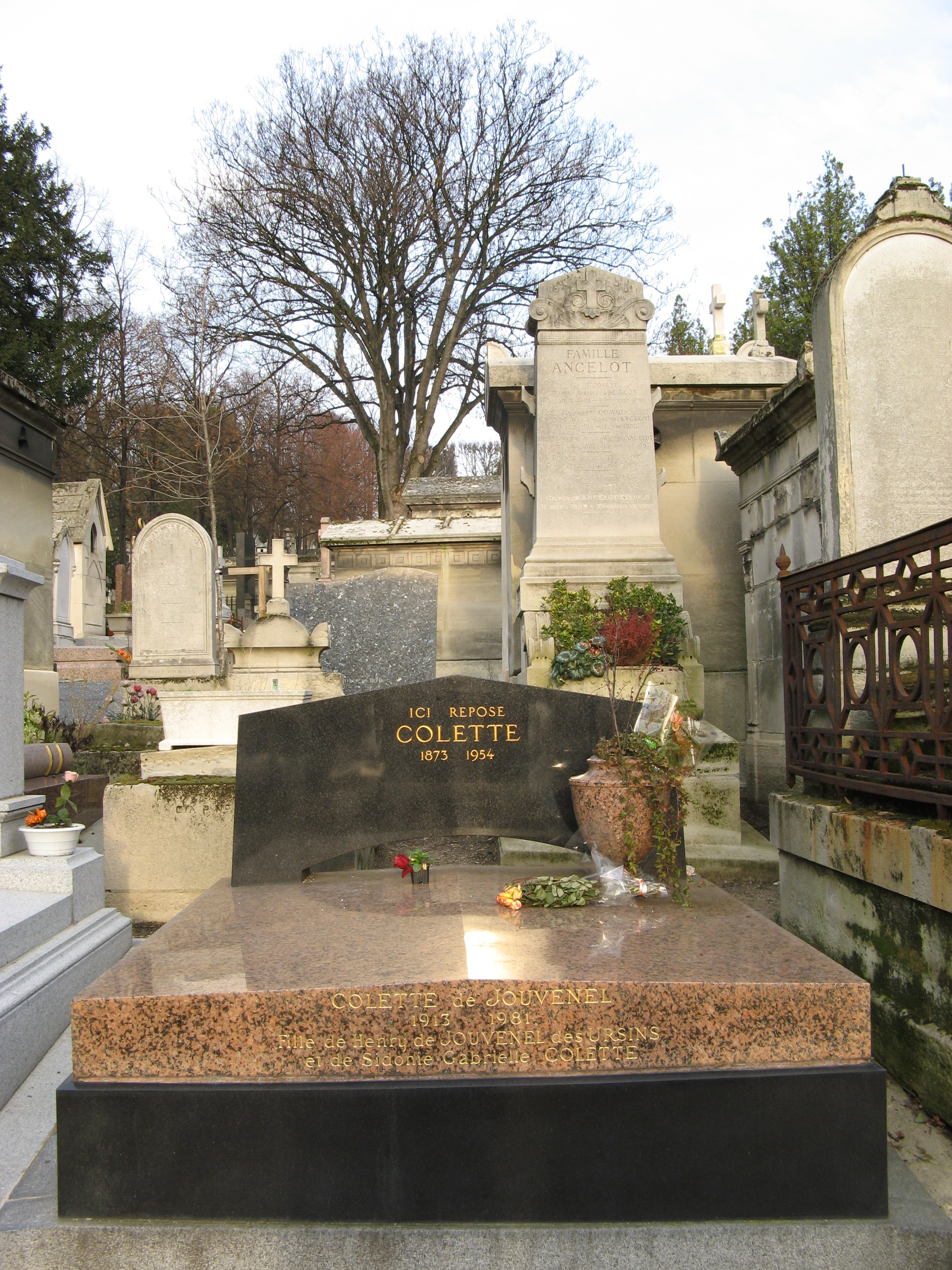
Graf van Colette, Cimetière du Père-Lachaise, Parijs

### Latere leven
In 1925 kreeg Colette een relatie met de zestien jaar jongere Maurice Goudeket (1889-1977), een Franse zakenman en journalist van Nederlandse herkomst, met wie ze in 1935 zou trouwen. Met La Naissance du jour (1928) en Sido (1929) maakte ze zich definitief los van alle ijdelheid en illusies van de liefde, en probeerde ze nog slechts de waarden uit haar jeugd terug te vinden. Ze verloor echter nooit haar levenslust en bleef steeds geboeid door de vele aspecten van de liefde. Drie romans over jaloezie volgden elkaar op: Le Pur et l'Impur (1932), La Chatte (1933) en Duo (1934). Zelf beschouwde ze deze als haar beste werk.
Om de mensen met wie ze haar angsten tijdens de Tweede Wereldoorlog deelde wat op te vrolijken schreef ze in die periode een aantal luchtigere romans, waarvan Gigi het bekendst is. Gigi werd tweemaal verfilmd, er is een toneelstuk van gemaakt en het verhaal is gebruikt voor een musical.
In 1945 trad Colette toe tot de Académie Goncourt. In 1953 werd zij Grootofficier in het Franse Legioen van Eer en werd ze lid van de Académie royale de langue et de littérature françaises de Belgique.
De tachtigste verjaardag van Colette werd in Frankrijk gevierd als een nationale gebeurtenis. Toen ze in 1954 stierf viel haar als eerste Franse schrijfster een staatsbegrafenis ten deel.

### Verfilming
In januari 2018 ging de speelfilm over haar leven, Colette, in première, geregisseerd door Wash Westmoreland. De film vertelt de periode van haar eerste huwelijk en de Claudine-romans. De titelrol van Colette werd vertolkt door Keira Knightley. Dominic West speelde haar man Henry "Willy" Gauthier-Villars.

## Bibliografie

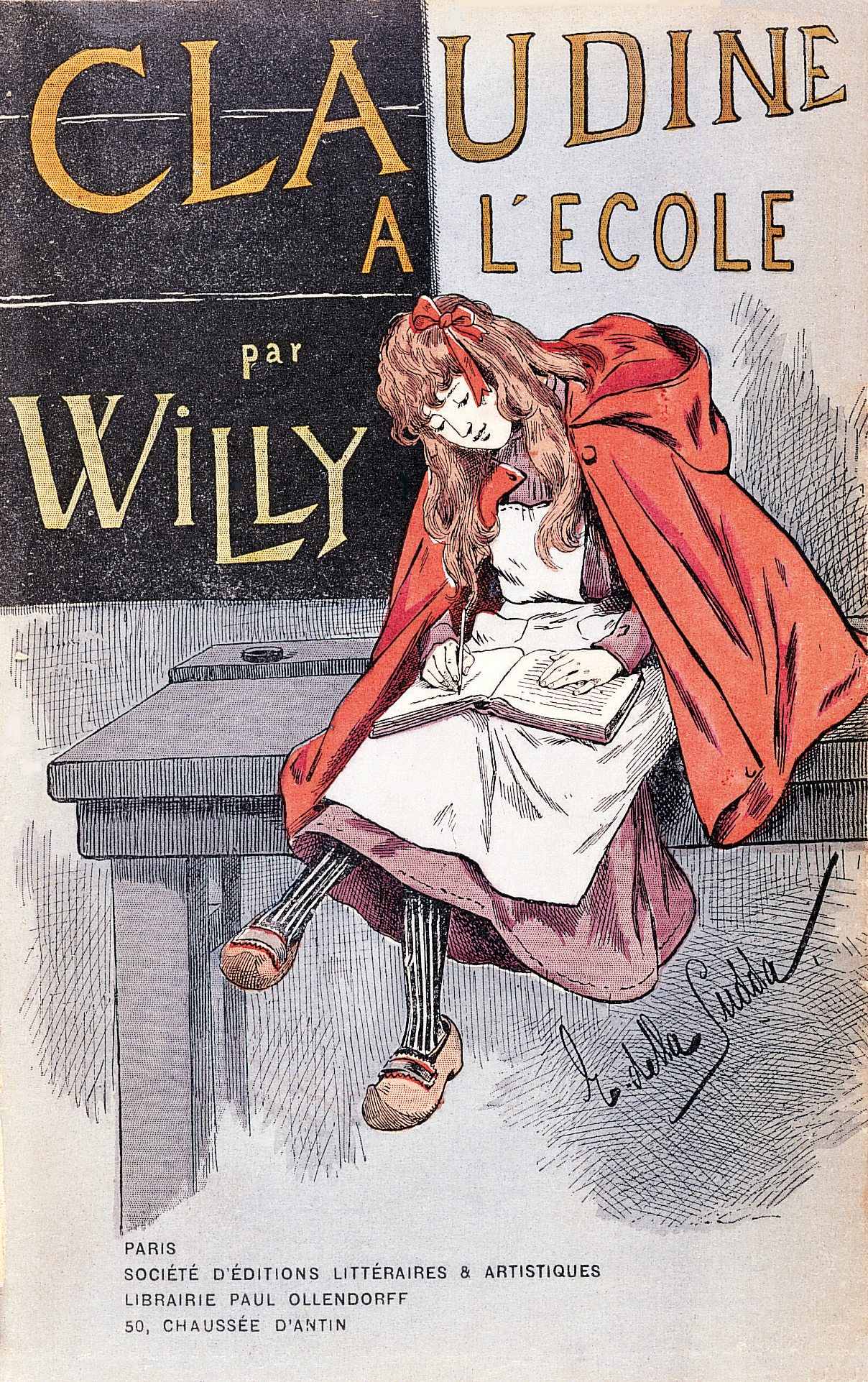
Eerste uitgave 'Claudine à l’école'